# Stian Sivertzen
Stian Sivertzen, né le 28 mars 1989 à Kongsberg, est un snowboardeur norvégien spécialisé dans les épreuves de snowboardcross. Il débute en Coupe du monde en 2007 à Lake Placid et monte sur deux podiums consécutifs à Valle Nevado en septembre 2007.

## Palmarès

### Jeux olympiques
| Édition/Discipline   | Cross |
| JO de Vancouver 2010 | 26e   |
| JO de Sotchi 2014    | 5e    |

### Championnats du monde
| Édition/Discipline | Cross |
| Mondiaux 2007      | 31e   |
| Mondiaux 2009      | 10e   |
| Mondiaux 2011      | 36e   |
| Mondiaux 2013      | 3e    |

### Coupe du monde
- Meilleur classement général : 8e en 2008.
- Meilleur classement en snowboardcross : 2e en 2008.
- 5 podiums dont 2 victoires à Valle Nevado, le 26 septembre 2007 et à Chiesa in Valmalenco, le 14 février 2012.

### Championnats du monde juniors
- Médaille d'or à Bad Gastein en 2007